# Mesomys hispidus
Mesomys hispidus је врста глодара из породице бодљикави или чекињасти пацови (лат. Echimyidae). 

## Распрострањење
Врста има станиште у Боливији, Бразилу, Венецуели, Гвајани, Еквадору, Колумбији, Перуу, Суринаму и Француској Гвајани.

## Станиште
Врста Mesomys hispidus има станиште на копну.
Врста је по висини распрострањена од нивоа мора до 1.000 метара надморске висине. 

## Угроженост
Ова врста није угрожена, и наведена је као последња брига јер има широко распрострањење.

### Популациони тренд
Популациони тренд је за ову врсту непознат.